# مومیایی ۱۷۷۰
مومیایی ۱۷۷۰ (انگلیسی: 1770) که با نام «مومیایی شماره ۱۷۷۰» نیز شناخته می‌شود، مومیایی زنی جوان از مصر باستان بود. این نمونه توسط «رزالی دیوید» درون یک گور سنگی کشف شد و در زمان مرگ حدود ۱۳ یا ۱۴ سال سن داشت. پاهای این مومیایی وجود نداشت و به‌جای آن‌ها تخته‌های چوبی قرار داده شده بود. در قسمت پا نیز صندل‌هایی پر شده با گل و نی جایگزین شده بود و سر صندل‌ها به شکل انگشتان پا طراحی شده بودند. ناخن‌های دست و نوک نی‌ها با روکشی از طلا پوشانده شده بودند که نشان‌دهندهٔ تعلق او به خانواده‌ای ثروتمند است.

## مرگ
مشخص شد که مومیایی ۱۷۷۰ یک کرم گینه‌ای نر کلسیفیه‌شده (آهکی‌شده) در دیواره شکمش داشته است. هر دو پای او قطع شده بودند؛ یکی از بالای زانو و دیگری از پایین زانو. احتمال دارد مرگ او به‌دلیل درمان ناموفق پیوک (عفونت ناشی از کرم گینه‌ای) رخ داده باشد. هرچند مشخص نیست که آیا قطع پاهای او به‌خاطر همین بیماری بوده یا دلایل دیگری داشته است. آنچه مشخص است این است که مومیایی ۱۷۷۰ تنها چند هفته پس از انجام عمل جراحی درگذشته است.

## بازسازی چهره
در سال ۱۹۷۵، زمانی که تابوت او توسط تیم مومیایی‌سازی منچستر به رهبری رزالی دیوید باز شد، آن‌ها گمان کردند که شاید بتوانند بازسازی چهره قانونی او را انجام دهند. جمجمهٔ او ناقص و به چندین قطعه شکسته بود. برای بازسازی، تیم ابتدا جمجمه را کنار هم قرار داده، یک قالب گچی تهیه کردند و فضاهای خالی را با موم پر کردند. برای ساخت چهره، میخ‌های چوبی با عمق دقیق بافت‌های صورت در قالب گچی قرار داده شدند. سپس موم روی قالب و اطراف میخ‌ها اضافه شد. پس از آن، چشم‌های شیشه‌ای و یک کلاه‌گیس نیز به آن افزوده شد.
مومیایی ۱۷۷۰ دو بار بازسازی شد: نسخهٔ اول مربوط به سال ۱۹۷۵ بود و نسخهٔ دوم، نسخهٔ اصلاح‌شده‌ای بود با رنگ پوست تیره‌تر و آرایش چهره.